# Sâm thơm
Sâm thơm hay còn gọi dị sâm thơm, tung trắng (danh pháp khoa học: Heteropanax fragrans) là một loài thực vật có hoa trong Họ Cuồng. Loài này được (Roxb.) Seem. mô tả khoa học đầu tiên năm 1866.